# バスケットボールクロアチア代表
バスケットボールクロアチア代表（Croatia national basketball team）は、クロアチアバスケットボール連盟により国際大会に派遣されるクロアチアのバスケットボールナショナルチームである。

## 歴史
ユーゴスラビア時代にはクレシミール・チョーシチらクロアチア出身の名選手をナショナルチームに多く送り込んでいた。
独立後の1992年にクロアチアナショナルチームを結成。前年欧州選手権で優勝したものの国際大会より締め出されたユーゴスラビアに代わって1992年バルセロナ五輪に出場、初の国際大会で銀メダルを獲得。
1993，95年の欧州選手権で2大会連続3位となり、1994年世界選手権にも出場し3位に輝く。しかし1996年アトランタ五輪は7位に終わった。
2016年、リオデジャネイロオリンピック予選では予選決勝でイタリアを延長戦の末下し、本大会出場を果たす。リオの本大会では5位という結果を残す。ボヤン・ボグダノヴィッチが1試合平均25.3得点という成績を残し、大会得点王となった。
2021年、地元スプリトでの開催となった東京オリンピック予選では、ドイツに敗れ、2大会連続の出場を逃した。
ユーロバスケット2025予選では3勝3敗という成績を残したが予選敗退となり、1993年から続いてた連続出場が途切れた。なお予選中には、ザダルで開催されたホームのフランス戦で、クロアチアのファンがフランスの選手に向けて人種差別的な野次や攻撃を行う事件が起きている。

## オリンピックバスケットボール競技の成績
| 開催年 | 結果     | 試合     | 勝利     | 敗戦     | 得点     | 失点     | 得失点   |
| ------ | -------- | -------- | -------- | -------- | -------- | -------- | -------- |
| 1992   | 2位      | 8        | 6        | 2        | 681      | 656      | +25      |
| 1996   | 7位      | 8        | 4        | 4        | 662      | 622      | +40      |
| 2000   | 予選敗退 | 予選敗退 | 予選敗退 | 予選敗退 | 予選敗退 | 予選敗退 | 予選敗退 |
| 2004   | 予選敗退 | 予選敗退 | 予選敗退 | 予選敗退 | 予選敗退 | 予選敗退 | 予選敗退 |
| 2008   | 6位      | 6        | 3        | 3        | 458      | 452      | +6       |
| 2012   | 予選敗退 | 予選敗退 | 予選敗退 | 予選敗退 | 予選敗退 | 予選敗退 | 予選敗退 |
| 2016   | 5位      | 6        | 3        | 3        | 400      | 407      | -7       |
| 合計   | 4/7      | 28       | 16       | 12       | 2201     | 2137     | +64      |

## FIBAバスケットボール・ワールドカップの成績
| 開催年 | 結果     | 試合     | 勝利     | 敗戦     | 得点     | 失点     | 得失点   |
| ------ | -------- | -------- | -------- | -------- | -------- | -------- | -------- |
| 1994   | 3位      | 8        | 7        | 1        | 692      | 502      | +190     |
| 1998   | 予選敗退 | 予選敗退 | 予選敗退 | 予選敗退 | 予選敗退 | 予選敗退 | 予選敗退 |
| 2002   | 予選敗退 | 予選敗退 | 予選敗退 | 予選敗退 | 予選敗退 | 予選敗退 | 予選敗退 |
| 2006   | 予選敗退 | 予選敗退 | 予選敗退 | 予選敗退 | 予選敗退 | 予選敗退 | 予選敗退 |
| 2010   | 14位     | 6        | 2        | 4        | 467      | 480      | −13      |
| 2014   | 10位     | 6        | 3        | 3        | 478      | 467      | +11      |
| 2019   | 予選敗退 | 予選敗退 | 予選敗退 | 予選敗退 | 予選敗退 | 予選敗退 | 予選敗退 |
| 合計   | 3/6      | 20       | 12       | 8        | 1637     | 1449     | +188     |

## 欧州選手権の成績
- 3位(1993,1995)

## 現在の代表選手
2024年パリオリンピック予選ロスター
- ゴラン・フィリポヴィッチ
- ボルナ・カプスタ
- ジェリーン・スミス（英語版）
- フィリップ・クルスリン
- マリオ・ヘゾニャ
- マテオ・ドレズニャク
- トニ・ナキッチ
- ダリオ・サリッチ
- ダリオ・ドレズニャク
- イビツァ・ズバッツ
- ダンコ・ブランコヴィッチ
- イヴァン・ヴラネス

## 主な歴代選手
- ドラジェン・ペトロヴィッチ
- トニー・クーコッチ
- ザン・タバック
- ボヤン・ボグダノヴィッチ
- マリオ・ヘゾニャ
- ロコ・ウキッチ
- アンテ・ジジッチ
- イヴィチャ・ズバッチ
- ダリオ・サリッチ
- ドラガン・ベンダー
- アンテ・トミッチ
- ダムヤン・ルデス
- トミスラフ・ズブチッチ
- ディノ・ラジャ

## 歴代代表ヘッドコーチ
- アレクサンダル・ペトロヴィッチ （1995,1999-2001,2016-2017）
- ヨシップ・セサル (2023-)